# Wladimir Nikolajewitsch Golikow
Wladimir Nikolajewitsch Golikow (russisch Владимир Николаевич Голиков; * 20. Juni 1954 in Pensa, Russische SFSR) ist ein ehemaliger russischer Eishockeyspieler.

## Karriere
Während seiner Karriere spielte er bei HK Dynamo Moskau. Insgesamt erzielte er 172 Tore in 435 Spielen in der sowjetischen Liga. Früh wurde er in das Team der sowjetischen Eishockeynationalmannschaft berufen. Am 23. März 1976 stand er in einem Spiel gegen Schweden zum ersten Mal für die Sbornaja auf dem Eis. Seine internationale Karriere wurde mit der Silbermedaille bei den Olympischen Winterspielen 1980 (Miracle on Ice) gekrönt. Für die Nationalmannschaft erzielte er 54 Tore in 129 Länderspielen. Am 4. April 1983 bestritt er sein letztes Länderspiel. 1978 wurde er in die „Russische Hockey Hall of Fame“ aufgenommen.